# Nennig
Nennig ist ein Ortsteil (Gemeindebezirk) der Gemeinde Perl im Landkreis Merzig-Wadern (Saarland) und einer der drei Moselorte des Saarlandes.

## Geographie

### Geologische Einordnung, Bodenarten und Nutzung

Schemazeichnung der Bodengesellschaft in der Nenniger Moselaue

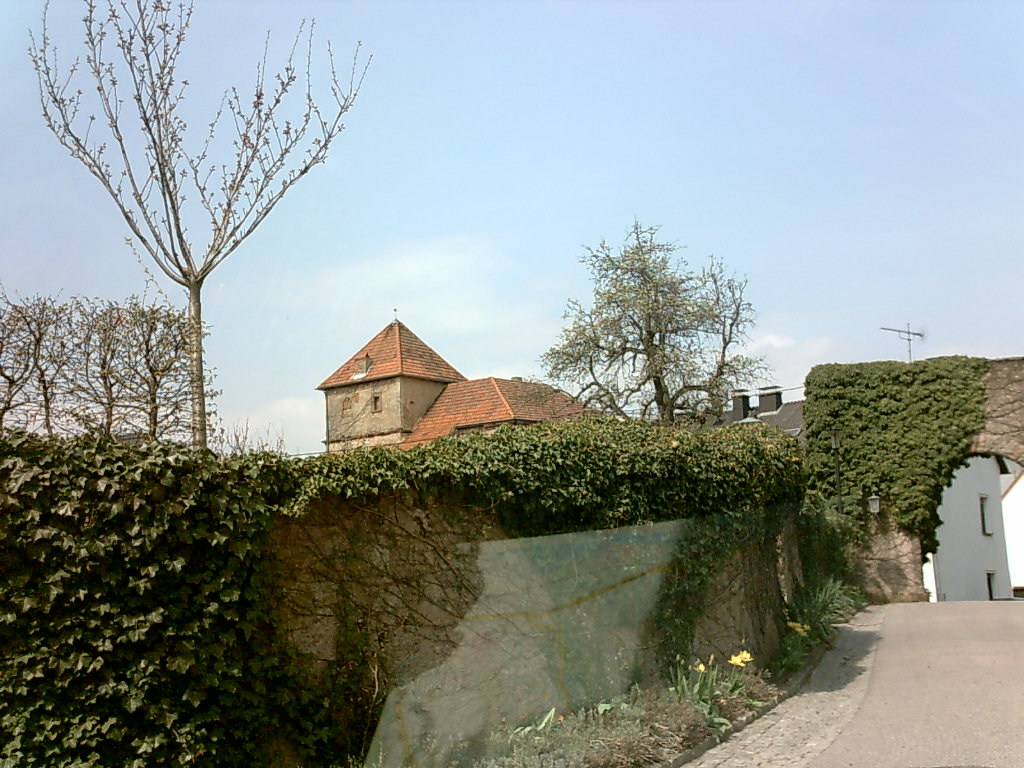
Mauerbogen, Ortsansicht (April 2006)

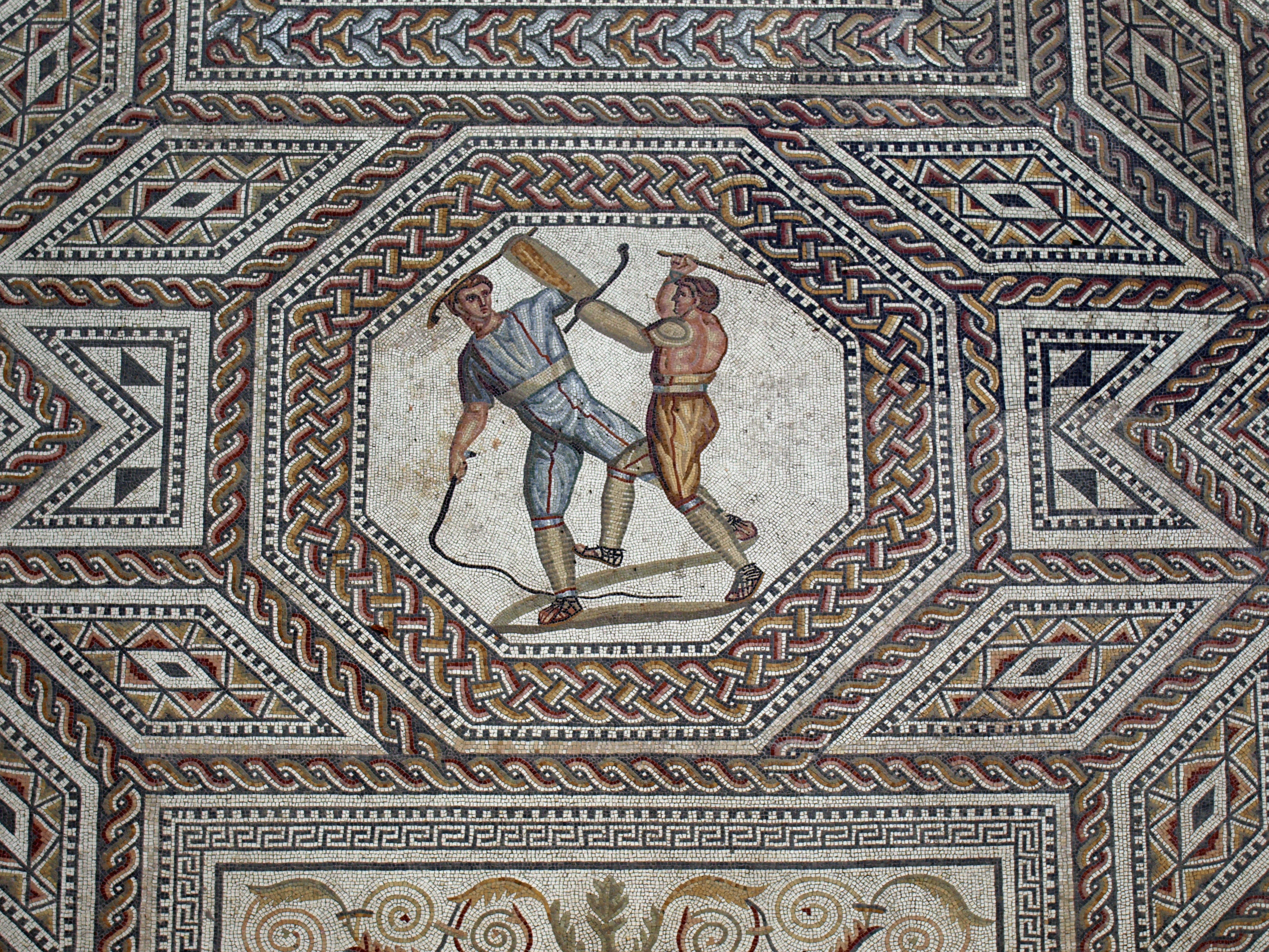
Römisches Mosaik von Nennig (Ausschnitt)

Karte von Nennig

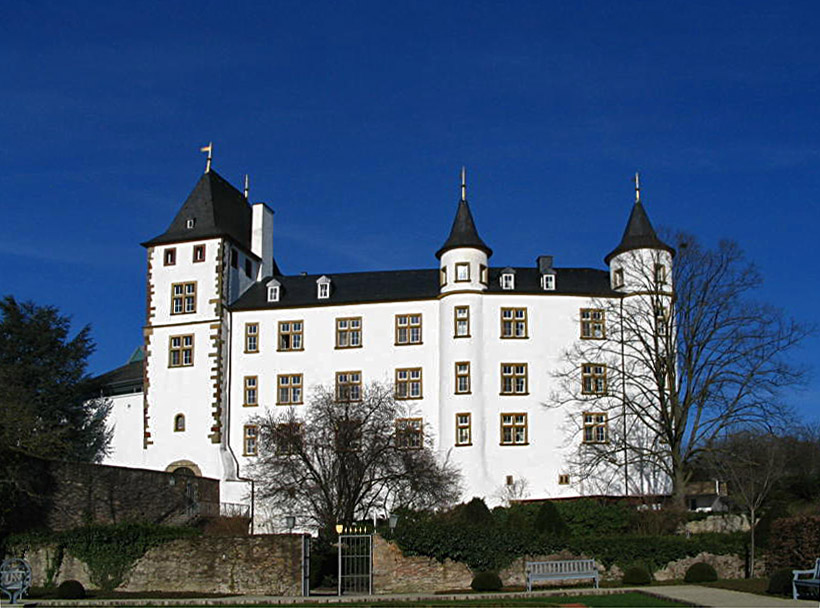
Schloss Berg

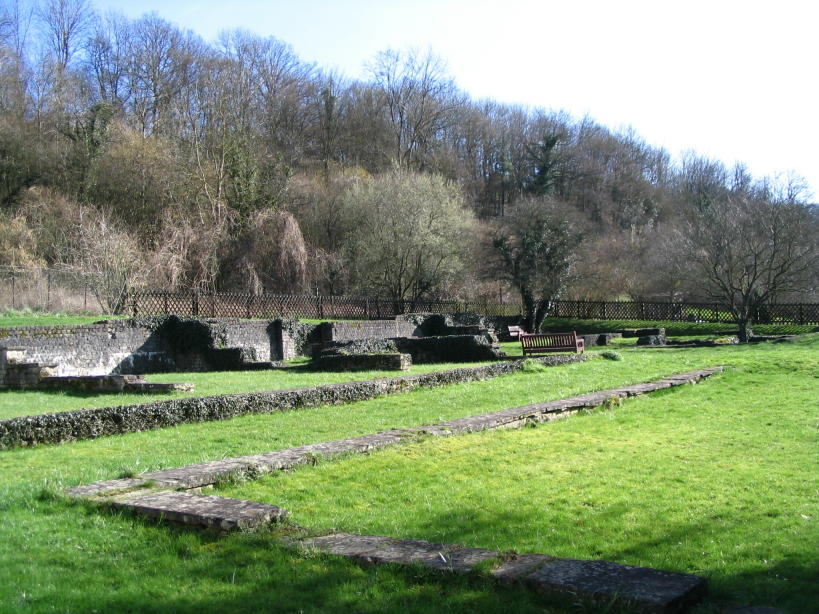
Römische Villa

Nennig liegt raumgeologisch gesehen am Rande des Pariser Beckens und des lothringischen Schichtstufengebirges. Landschaftlich gehört es zum Gebiet der Trierer-Luxemburger Triasbucht, die als Gutland bezeichnet wird.
Die Gesteinsgrundlage stellt in Nennig fast überall der Hauptmuschelkalk dar. Von den Höhen des Saar-Mosel-Gaues (Saargau) fällt die Landschaft terrassenartig zur Mosel hin ab. Zahlreiche der Mosel zulaufende Tälchen bauen flache Schwemmkegel in die Moseltalniederung vor, die hier auf einer Länge von 9 km auf rund 1,8 km verbreitert ist.
Die Talaue ist verfüllt mit holozänen Auenablagerungen. Als Bodenarten herrschen schluffige Lehme vor. Es finden sich die typischen Auenböden, die eine Gründigkeit zwischen 0,5 und 3 Metern aufweisen und extrem fruchtbar sind. Hier werden die für das Saarland höchsten Bodenzahlen von 60 bis 95 Punkten erreicht. Die gesamte Aue wird regelmäßig überschwemmt.
Gemäß der Bodenübersichtskarte des Saarlandes dominieren im Gebiet in den häufiger überschwemmten Abschnitten die allochthonen braunen Auenböden und in den weniger häufig überschwemmten Bereichen zur Verbraunung neigende rezente Auenböden, die bereits überleiten zu den Auenbraunerden (autochthone Vega). In grundwassernahen Senken und Flutmulden stellen sich Auengleye oder Übergangsformen zu den Vegen ein. Am Hangfuß finden sich Kolluvisole aus vorwiegend lehmigen Abschwemmmassen. Auf den zur Mosel abfallenden Hängen findet sich größtenteils Kalkbraunerde, Braunerde sowie Pelosol-Braunerde.
Soweit die Böden landwirtschaftlich nutzbar sind, werden sie als Wein-, Acker- und Grünland genutzt. Die Verteilung von Grünland zu Ackerland wird von einer Vielzahl von Faktoren bestimmt. Neben der Ertragsfähigkeit und der Hängigkeit sowie der Bearbeitbarkeit spielen auch historische Entwicklungen eine Rolle. So sind die Grünlandflächen in der Talaue historisch bedingt, da hier in früheren Zeiten eine Nutzung als Bewässerungswiesen möglich war. Hiervon zeugen heute noch zahlreiche, die Flächen durchschneidende Bewässerungsgräben. Zudem schränken die jährlich wiederkommenden Überschwemmungen sowie der zum Teil hohe Grundwasserstand die Ackernutzung ein. Trotzdem sind in der Vergangenheit größere Grünlandflächen in der Talaue in die ackerbauliche Nutzung genommen worden. Daher lässt sich sagen, dass die Bodenarten und die damit verbundene landwirtschaftliche Ertragsfähigkeit ein Hauptauswahlkriterium für die Flächennutzung darstellt. Weinbau wird auf den zur Mosel abfallenden Hängen betrieben. Auf dem mächtigen Kalksteinuntergrund haben sich dort Kalkbraunerden gebildet mit einem hohen Ton- und Steinanteil. Dieser Boden ist an den Süd- und Südwestlagen in Nennig die ideale Bedingung für fruchtige Weiß- und Rotweine.

### Bodenschätze
An Kies und Sand gibt es reiche Vorkommen, die in großem Umfang in der Talaue abgebaut werden. Daneben existieren geringere Vorkommen älterer Entstehung auf einigen zur Mosel abfallenden Hängen. In großem Umfang ist Muschelkalk und Dolomit festzustellen. Die Vorkommen sind von besonderer, überregionaler Qualität. Ein Abbau ist bis in die Römerzeit nachzuweisen. Seit etwa 1995 findet kein Abbau mehr statt. Verwendung fanden die Gesteine als Platten und Pflastersteine sowie zur Herstellung von Brandkalk.

### Klima
Die klimatischen Verhältnisse erlauben den Weinanbau an den Moselhängen bei Nennig. Am 8. August 2003 wurden in Nennig 40,8 °C gemessen. Dieser Wert wurde später auf 40,3 °C korrigiert. Der Wert wird vom DWD nicht offiziell anerkannt.

## Geschichte
Nennig wird urkundlich erstmals 924 erwähnt, jedoch bezeugen zahlreiche Funde eine Besiedlung schon vor dieser Zeit.

### Römische Zeit
Mit dem Mosaik von Nennig gehört Nennig zu den wichtigen römischen Ausgrabungsstätten im Saarland. Das bedeutendste Bodendenkmal aus römischer Zeit im Saarland ist die Villa zu Nennig. Sie wurde 1852 zufällig entdeckt.

### Mittelalter
Auf die Römer folgten die Franken in Nennig. Diese bewohnten einige Zeit die römischen Bauwerke, unterhielten sie aber nicht mehr, so dass sie verfielen. Die römische Villa wurde endgültig während der Plünderungszüge der Normannen in der Schlacht bei Remich im Jahre 882 zerstört. Wohl kurz darauf, evtl. auch schon früher, entstanden mehrere fränkische Herrenhöfe, aus denen die Schlösser Berg, Bübingen und Thorn (letzteres heute zu Palzem gehörend) hervorgingen. Von diesen dreien, die früher zu Nennig gezählt wurden, liegt Schloss Thorn heute außerhalb des Saarlandes im benachbarten Rheinland-Pfalz.
Die territoriale Zugehörigkeit Nennigs war dabei geteilt. So übten bis 1769 der Kurfürst von Trier, der Herzog von Lothringen und der Herzog von Luxemburg gemeinschaftlich die Landeshoheit in Nennig und den seinerzeit dazugehörenden Orten Berg und Wies aus. Dabei war Schloss Bübingen Sitz einer luxemburgischen Herrschaft und Schloss Berg Sitz einer lothringischen Herrschaft. Die Einwohner von Nennig, das damals aus den Ortsteilen Nennig, Wies, Berg und Bübingen bestand, waren demnach Untertanen von verschiedenen Herren. Dabei bildeten die vier Orte jedoch eine ungeteilte territoriale Einheit (Kondominium). Die einzelnen Haushalte waren jedoch unterschiedlichen Staaten steuerpflichtig. Eine Karte aus der Mitte des 18. Jahrhunderts zeigt diese für unsere heutigen Verhältnisse verworrenen Zustände.

### Neuzeit
Nach dem Einmarsch der französischen Revolutionstruppen fiel Nennig an die Republik Frankreich, bis es durch den Wiener Kongress 1815 nach dem Sieg über Napoleon dem Königreich Preußen (Rheinprovinz, Regierungsbezirk Trier, Kreis Saarburg) zugeschlagen wurde. Seit dieser Zeit bildet die Mosel als gemeinschaftliches deutsch-luxemburgisches Hoheitsgebiet (Kondominium) die Grenze zwischen Preußen (später Deutschland) und dem Großherzogtum Luxemburg. Das Kondominium wirkt sich in diesem Fall so aus, dass die Grenze Luxemburgs das deutsche Ufer ist und die Grenze Deutschlands das luxemburgische Ufer, die Mosel also beiden Staaten gehört.
Während des Zweiten Weltkrieges lag Nennig im „Orscholzriegel“, in dem schwere Kämpfe stattfanden. Im Ort Nennig bestand eine Ortsgruppe der NSDAP.
Am 23. August 1944 wird Pierre (genannt Putty) Ponath, Mitglied der luxemburgischen Widerstandsorganisation Lëtzeburger Freihétskämpfer (LFK), verhaftet und gefoltert. Um andere Widerstandskämpfer zu schützen, nimmt er sich am 26. August 1944 in der Zelle das Leben. Sein Leichnam wird vom Gestapobeamten Friedrich Schmidt nach Nennig gebracht, wo Schmidt veranlasst, Ponath auf dem dortigen Friedhof anonym begraben zu lassen. Nach dem Krieg wird sein Leichnam exhumiert und am 13. Januar 1946 in Esch an der Alzette würdig beigesetzt.
Am 3. August 1944 versucht sich Günther Schumacher, Mitglied der luxemburgischen Widerstandsorganisation PI-Men (Patriotes Indépendants), seiner Verhaftung in Differdingen durch Flucht zu entziehen. Dabei wird er von einem Gestapobeamten erschossen. Sein Leichnam wird vom Gestapobeamten Friedrich Schmidt nach Nennig gebracht, wo dieser veranlasst, Schumacher auf dem dortigen Friedhof anonym begraben zu lassen. Sein Leichnam ist bis heute verschollen.
Der Zeugenaussage des ehemaligen Gestapobeamten Hans Klöcker zufolge wurden am 3. September 1944 die beiden luxemburgischen Staatsangehörigen Michel Bockler und Nicolas Weiwers in Düdelingen von der Gestapo festgenommen. Demnach wurden die beiden Festgenommenen nach einem Verhör nach Nennig gefahren und auf dem dortigen Friedhof erschossen.
Am 9. September 1944 kam es auf dem Friedhof von Nennig zur Erschießung von Widerstandskämpfern: Die französischen Staatsangehörigen Georges Claudon und Germaine Causier, beide aus Audun-le-Roman, und der luxemburgische Staatsangehörige Emile Deiskes aus Kayl wurden von einem Erschießungskommando der Gestapo Luxemburg nach Nennig gebracht und dort erschossen. Nach Aussage einer Augenzeugin wurde die Erschießung von dem Gestapobeamten Friedrich Schmidt geleitet.
Seit 1945 gehört Nennig zum Saarland und wurde mit weiteren Ortsteilen, die vorher zum Kreis Saarburg gehörten, dem Kreis Merzig-Wadern und darin dem Amt Perl zugeteilt. Bis Ende 1973 war Nennig eine eigenständige Gemeinde. Am 1. Januar 1974 wurde sie durch das Verwaltungsreformgesetz aufgelöst und in die Gemeinde Perl eingegliedert.

### Einwohnerentwicklung
Die Entwicklung der Einwohnerzahl von Nennig – die Werte von 1939 bis 1974 beruhen auf Volkszählungen:

Einwohnerentwicklung von Nennig von 1939 bis 2014

| Jahr | Einwohner |
| ---- | --------- |
| 1939 | 936       |
| 1950 | 786       |
| 1961 | 913       |
| 1970 | 944       |
| 1974 | 976       |
| 2004 | 979       |
| 2010 | 1149      |
| 2012 | 1283      |
| 2014 | 1352      |
| 2019 | 1384      |
| 2020 | 1430      |

## Sehenswürdigkeiten
- International bekannt ist Schloss Berg. Es beherbergt ein Spielcasino sowie ein Hotel mit einem Drei-Michelin-Sterne-Restaurant unter der Leitung von Christian Bau.
- Die 1805 neu erbaute Kirche St. Martin wurde nach Zerstörungen des Zweiten Weltkrieges 1947 wieder aufgebaut.

## Verkehr

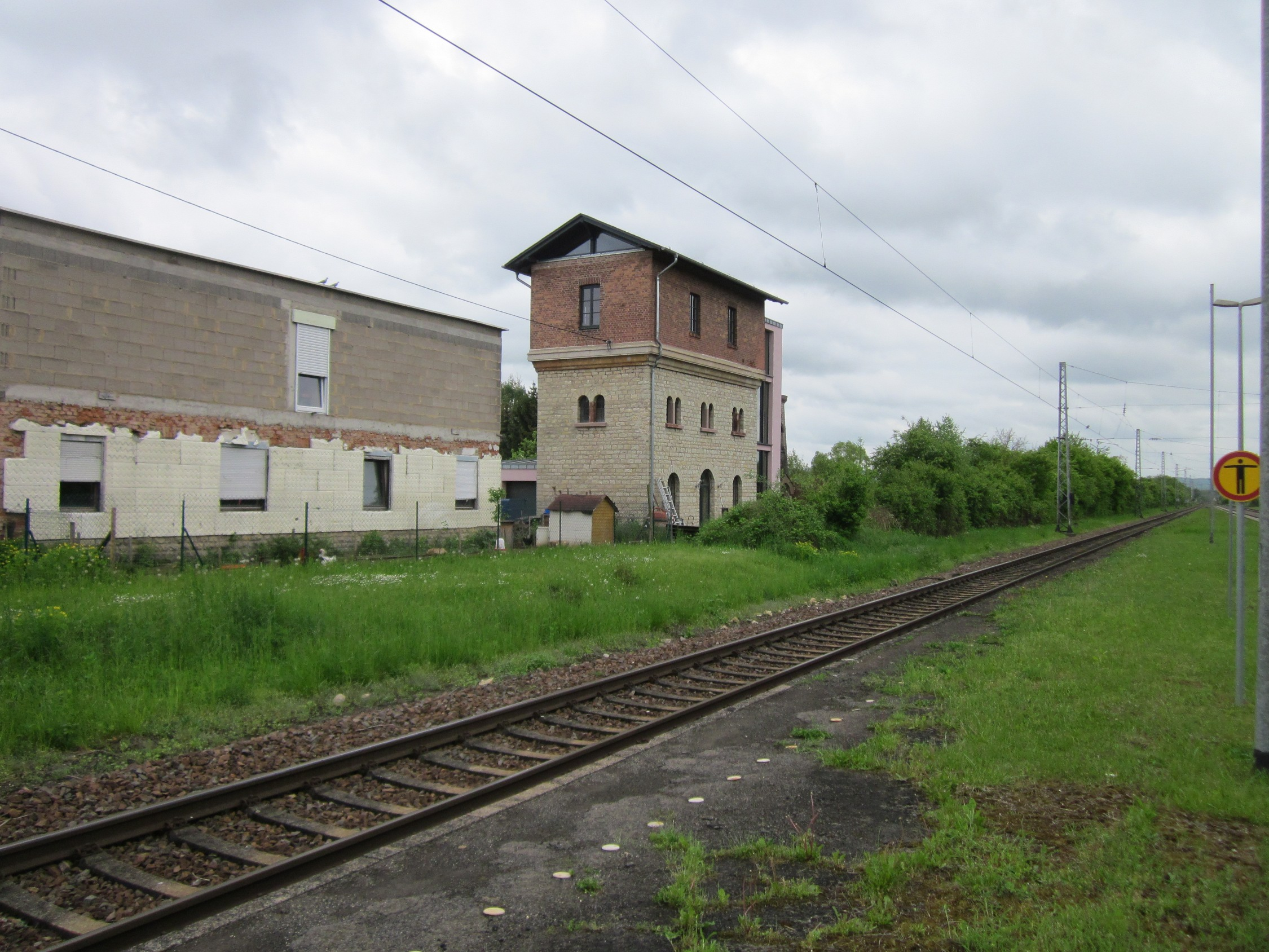
Haltepunkt Nennig

Der Haltepunkt Nennig liegt an der Bahnstrecke Thionville–Trier.
Die Bundesstraße 406 führt über die Moselbrücke Remich nach Remich (Luxemburg).